# Hưng Trạch
Hưng Trạch là một xã cũ thuộc huyện Bố Trạch, tỉnh Quảng Bình, Việt Nam.

## Lịch sử
Ngày 16 tháng 6 năm 2025, Ủy ban Thường vụ Quốc hội ban hành Nghị quyết số 1680/NQ-UBTVQH15 về việc sắp xếp các đơn vị hành chính cấp xã của tỉnh Quảng Trị năm 2025. Theo đó, sắp xếp toàn bộ diện tích tự nhiên, quy mô dân số của các xã Hưng Trạch, xã Cự Nẫm, xã Vạn Trạch, xã Phú Định thành xã mới có tên gọi là xã Bố Trạch.

## Địa lý
Xã Hưng Trạch có vị trí địa lý:
- Phía đông bắc giáp các xã Cự Nẫm
- Phía bắc giáp xã Liên Trạch
- Phía tây bắc giáp xã Phúc Trạch
- Phía tây nam giáp thị trấn Phong Nha
- Phía nam giáp xã Tân Trạch
- Phía đông nam giáp xã Phú Định.

Xã Hưng Trạch có diện tích 95,15 km², dân số năm 2019 là 11.464 người, mật độ dân số đạt 121 người/km².
Phía bắc Hưng Trạch có con sông Son (nhánh của sông Gianh) từ hướng Tây (động Phong Nha xã Sơn Trạch) chảy qua. Đường Hồ Chí Minh cũng chạy qua phần bắc của xã.

## Hành chính
Xã Hưng Trạch được chia thành 5 thôn: Bồng Lai, Cổ Giang, Khương Hà, Thanh Bình, Thanh Hưng.